# جورج تسيغلر
جورج تسيغلر (بالإنجليزية: George Ziegler)‏ هو لاعب كرة قاعدة أمريكي، ولد في 1872 في شيكاغو في الولايات المتحدة، وتوفي في 22 يونيو 1916 في كانكاكي في الولايات المتحدة.

## وصلات خارجية
- جورج تسيغلر على موقعبيزبول رفرنس.كوم (الدوري الرئيسي) (الإنجليزية)
- جورج تسيغلر على موقعبيزبول رفرنس.كوم (الدوري الثانوي) (الإنجليزية)